# Giro dell'Appennino 2000
Il Giro dell'Appennino 2000, sessantunesima edizione della corsa, si svolse l'11 giugno 2000, su un percorso di 200 km. La vittoria fu appannaggio dell'italiano Mauro Zanetti, che completò il percorso in 5h14'20", precedendo i connazionali Eddy Mazzoleni e Paolo Lanfranchi.
I corridori che partirono furono 133, mentre coloro che tagliarono il traguardo di Pontedecimo furono 19.

## Ordine d'arrivo (Top 10)
| Pos. | Corridore         | Squadra                 | Tempo    |
| ---- | ----------------- | ----------------------- | -------- |
| 1    | Mauro Zanetti     | Vini Caldirola-Sidermec | 5h14'20" |
| 2    | Eddy Mazzoleni    | Team Polti              | s.t.     |
| 3    | Paolo Lanfranchi  | Mapei-Quick Step        | a 35"    |
| 4    | Andrea Noè        | Mapei-Quick Step        | a 1'50"  |
| 5    | Marco Vergnani    | Cantina Tollo-Regain    | a 2'15"  |
| 6    | Valentino China   | Saeco                   | s.t.     |
| 7    | Oscar Mason       | Mercatone Uno-Albacom   | s.t.     |
| 8    | Pietro Caucchioli | Amica Chips             | s.t.     |
| 9    | Simone Bertoletti | Lampre-Daikin           | a 4'41"  |
| 10   | Oscar Pozzi       | Amica Chips             | a 6'26"  |